# Niederkirchen bei Deidesheim
Niederkirchen bei Deidesheim ist eine  Ortsgemeinde im Landkreis Bad Dürkheim in Rheinland-Pfalz. Sie gehört der Verbandsgemeinde Deidesheim an.

## Geographie
Niederkirchen ist Bestandteil der Region Weinstraße. Mitten durch das Siedlungsgebiet verläuft in West-Ost-Richtung der Alte Weinbach, am südlichen Ortsrand fließt der Weinbach vorbei. Durch den nördlichen Teil der Gemeindegemarkung verläuft der Stechgraben. Die Marlach streift den Südwesten der Gemarkung. Nachbargemeinden sind – im Uhrzeigersinn – Deidesheim, Rödersheim-Gronau und Meckenheim.

## Geschichte
Die älteste erhaltene Erwähnung von Niederkirchen stammt von 699 als Didinnes-chaime in einer Urkunde des Klosters Weißenburg. Der  älteste erhaltene urkundliche Beleg für den hiesigen Weinbau stammt aus einer Urkunde des Klosters Fulda, datiert auf das Jahr 770. Während der Zeit der Stammesherzogtümer gehörte der Ort zum Herzogtum Franken. Mit dem im Jahre 1060 begonnenen romanischen Kirchengebäude mit seinem markanten Kirchturm erhielt Niederkirchen sein bis heute bestehendes Wahrzeichen. Im Laufe des 11. Jahrhunderts kam der Ort in den Besitz der Fürstbischöfe von Speyer, bei denen es bis Ende des 18. Jahrhunderts verblieb und innerhalb diesen dem  Amt Deidesheim unterstand. Das Kloster Otterberg war im Ort begütert. Vermutlich im 13. Jahrhundert spaltete sich vom Mutterort das heutige Deidesheim ab, woraufhin sich der Name des Ortes von Unterdeidesheim über Niederdeidesheim im späten Mittelalter zu Niederkirchen entwickelte. Im Dreißigjährigen Krieg starb der Ort fast vollständig aus.
Nach der Besetzung der linksrheinischen Gebiete im Ersten Koalitionskrieg (1794) wurde Niederkirchen 1798 Teil der französischen Republik und ab 1804 des Napoleonischen Kaiserreichs. Während dieser Zeit war der Ort dem Kanton Dürkheim im Département du Mont-Tonnerre zugeteilt und unterstand der Mairie Deidesheim. 1815 hatte Niederkirchen 850 Einwohner.
Aufgrund der auf dem Wiener Kongress getroffenen Vereinbarungen kam die Region 1815 zunächst zu Österreich und 1816 aufgrund eines Staatsvertrags an das Königreich Bayern; Niederkirchen gehörte zum neu geschaffenen Rheinkreis. Damit einhergehend wurde Niederkirchen mit Deidesheim zunächst zu einer Gemeinde zusammengelegt, ehe dies bereits 1819 rückgängig gemacht wurde. Von 1818 bis 1862 gehörte die Gemeinde dem Landkommissariat Neustadt an; aus diesem ging das Bezirksamt Neustadt hervor.
1902 wechselte der Ort in das neu geschaffene Bezirksamt Dürkheim, ehe dieses 1931 wieder in sein Neustadter Pendant eingegliedert wurde. Ab 1939 war der Ort Bestandteil des Landkreises Neustadt.
Nach dem Zweiten Weltkrieg wurde der Ort innerhalb der französischen Besatzungszone Teil des damals neu gebildeten Landes Rheinland-Pfalz. Im Zuge der ersten rheinland-pfälzischen Verwaltungsreform wechselte Niederkirchen 1969 in den neu geschaffenen Landkreis Bad Dürkheim. Drei Jahre später wurde die Gemeinde Bestandteil der ebenfalls neu entstandenen Verbandsgemeinde Deidesheim.

## Religion
Während des Mittelalters bildete die Gemeinde zunächst eine Pfarrei, die im 15. Jahrhundert nach Deidesheim verlegt wurde. Später entstand mit St. Martin vor Ort erneut eine eigene Pfarrstelle, ehe diese zum 1. Januar 2016 in der neu geschaffenen Pfarrei Hl. Michael mit Sitz in Deidesheim aufging. Ende 2017 waren 62,6 % der Einwohner katholisch und 19,1 % konfessionslos. 16,9 % waren evangelisch und 1,4 % gehörten einer sonstigen Religion an.

## Politik

### Gemeinderat
Der Gemeinderat in Niederkirchen bei Deidesheim besteht aus 16 Ratsmitgliedern, die bei der Kommunalwahl am 9. Juni 2024 in einer personalisierten Verhältniswahl gewählt wurden, und dem ehrenamtlichen Ortsbürgermeister als Vorsitzendem.
Die Sitzverteilung im Gemeinderat:
| Wahl | SPD | CDU | FWG | Gesamt   |
| ---- | --- | --- | --- | -------- |
| 2024 | 0   | 7   | 9   | 16 Sitze |
| 2019 | 1   | 7   | 8   | 16 Sitze |
| 2014 | –   | 10  | 6   | 16 Sitze |
| 2009 | 1   | 10  | 5   | 16 Sitze |

- FWG = Freie Wählergruppe Niederkirchen e. V.

### Bürgermeister
Der Ortsbürgermeister von Niederkirchen ist Stefan Stähly (FWG). Bei der Direktwahl am 26. Mai 2019 setzte er sich in einer Direktwahl mit 63,06 % der Stimmen gegen Amtsinhaber Josef Seckinger (CDU) durch. Auch bei der Direktwahl am 9. Juni 2024 konnte er sich mit 68,4 % gegen einen Mitbewerber durchsetzen und wurde damit für weitere fünf Jahre in seinem Amt bestätigt.
Seckingers Vorgänger war Helmut Kähs (CDU), der das Amt 15 Jahre innehatte.

### Wappen

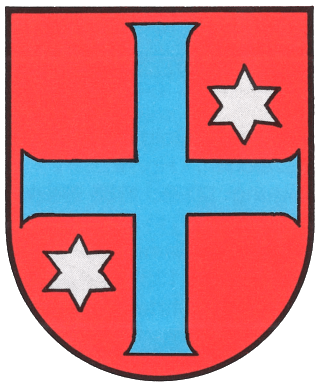
Wappen 1845 bis 1927
Wappen von Deidesheim

| Wappen von Niederkirchen bei Deidesheim | Blasonierung: „In Rot ein schwebendes angetatztes goldenes Kreuz, oben links und unten rechts bewinkelt von je einem sechsstrahligen silbernen Stern.“ |
| Wappen von Niederkirchen bei Deidesheim | Wappenbegründung: Nach der Verselbstständigung Niederdeidesheims 1819 führte die Gemeinde zunächst das Ortswappen von Deidesheim weiter, ohne sich auf ein altes Gerichtssiegel Niederkirchens zu besinnen, das zwei gekreuzte Schwerter, oben und seitlich bewinkelt von je einem Stern, darstellte. In Unkenntnis dieses Siegels wurde vom Reichsherold eine Abänderung des Deidesheimer Wappens in Farbwahl und Anbringung der Sterne verfügt. Am 15. Mai 1845 genehmigte König Ludwig I. von Bayern das nun für Niederkirchen eigene Wappen mit der Blasonierung: „In Rot ein schwebendes angetatztes blaues Kreuz, oben links und unten rechts bewinkelt von je einem sechsstrahligen silbernen Stern.“ Mit Genehmigung des Bayerischen Staatsministerium des Innern vom 17. Dezember 1927 erfolgte eine heraldische Korrektur der Farben, mit goldenem angetatzten Kreuz. |

## Kultur und Sehenswürdigkeiten

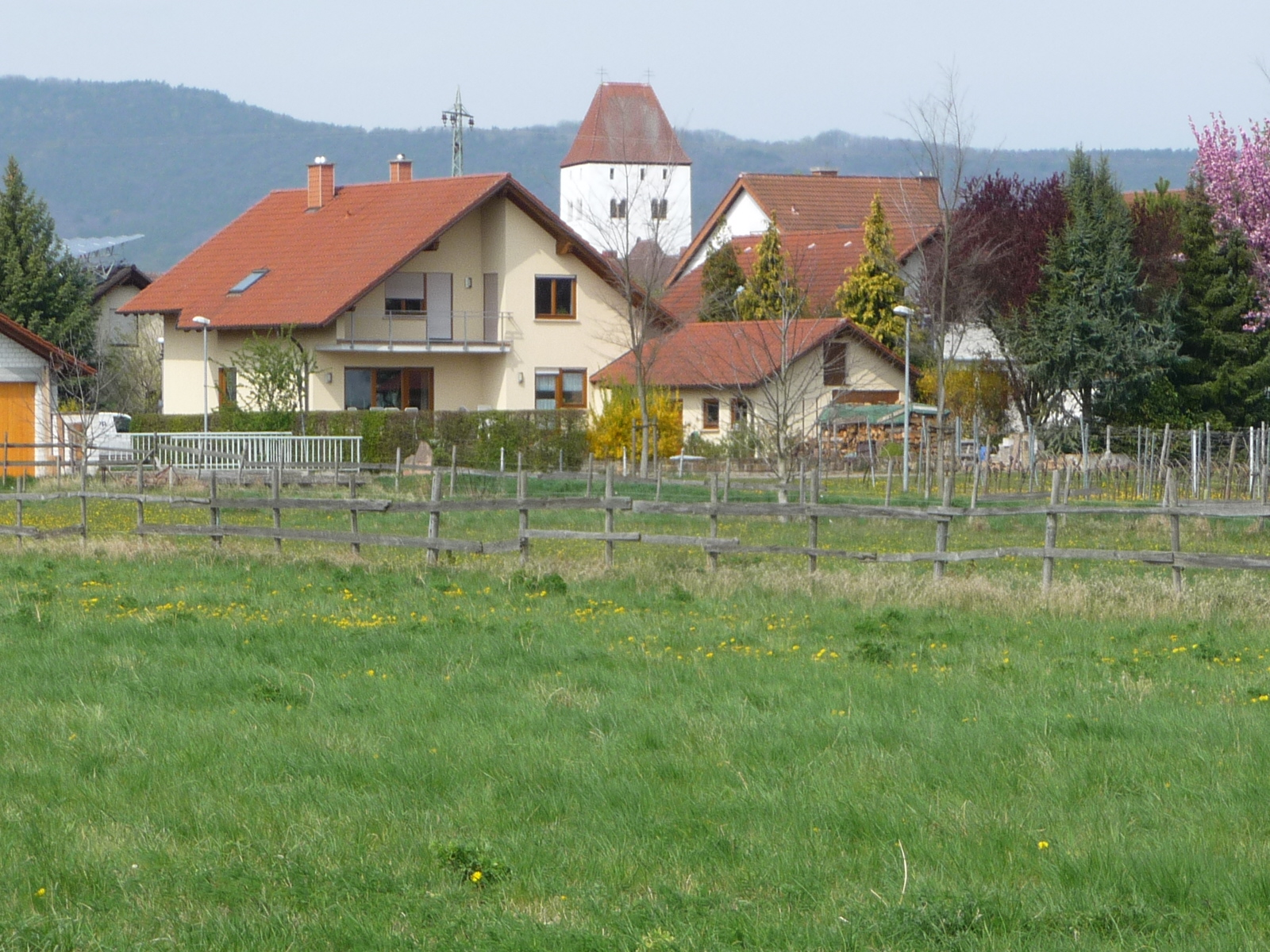
Ortsbild mit Kirchturm
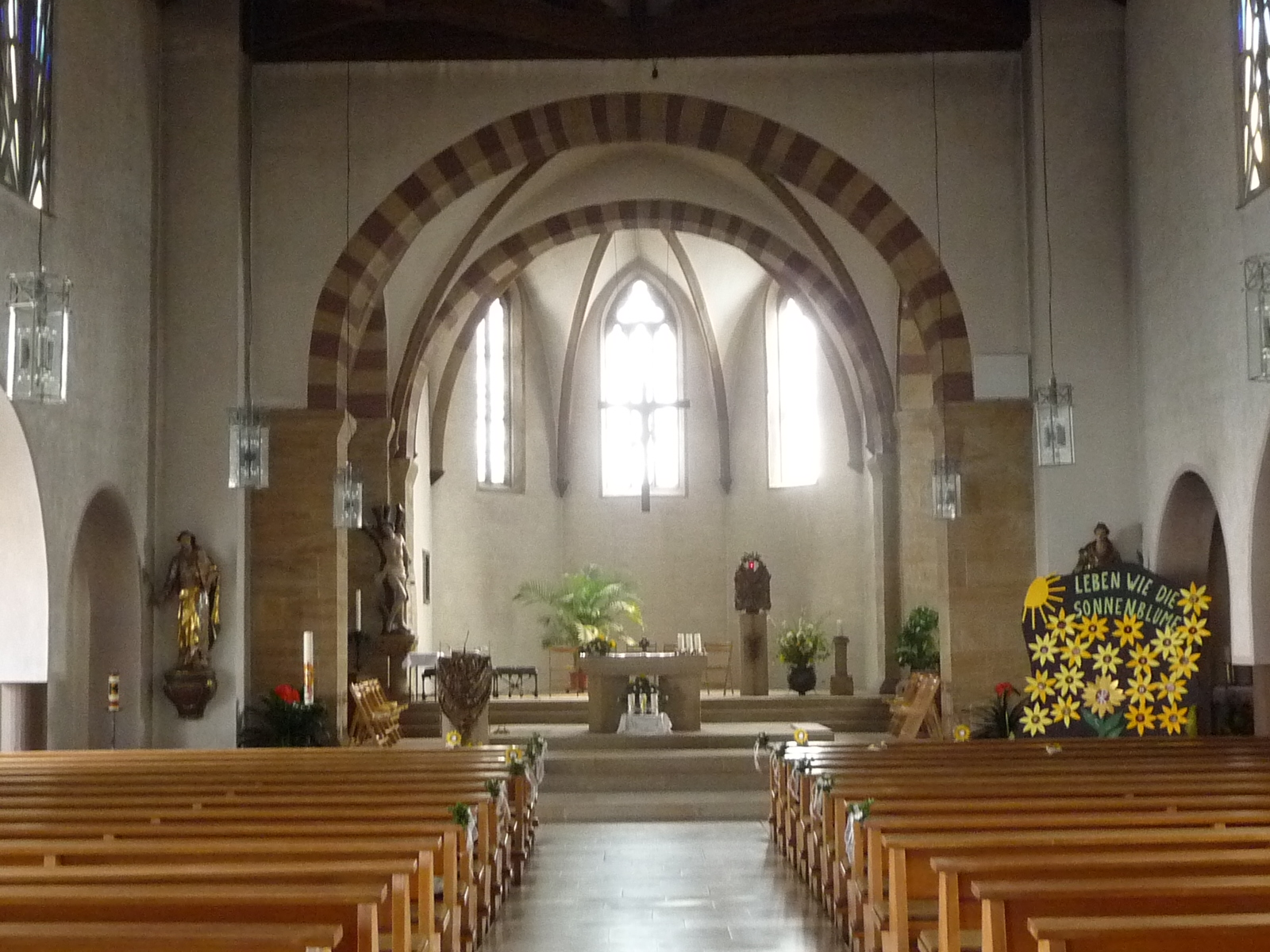
Kirche
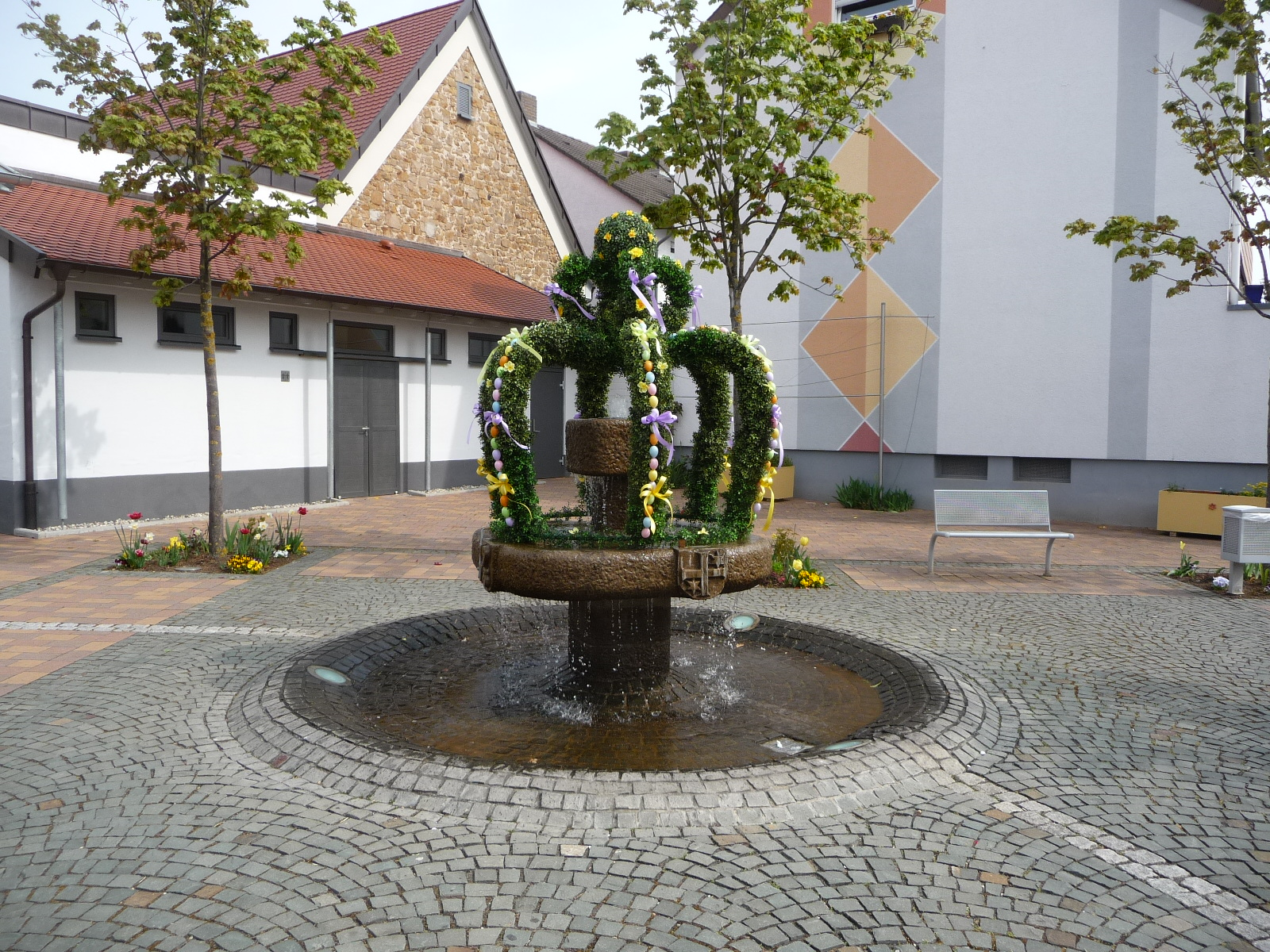
Osterbrunnen
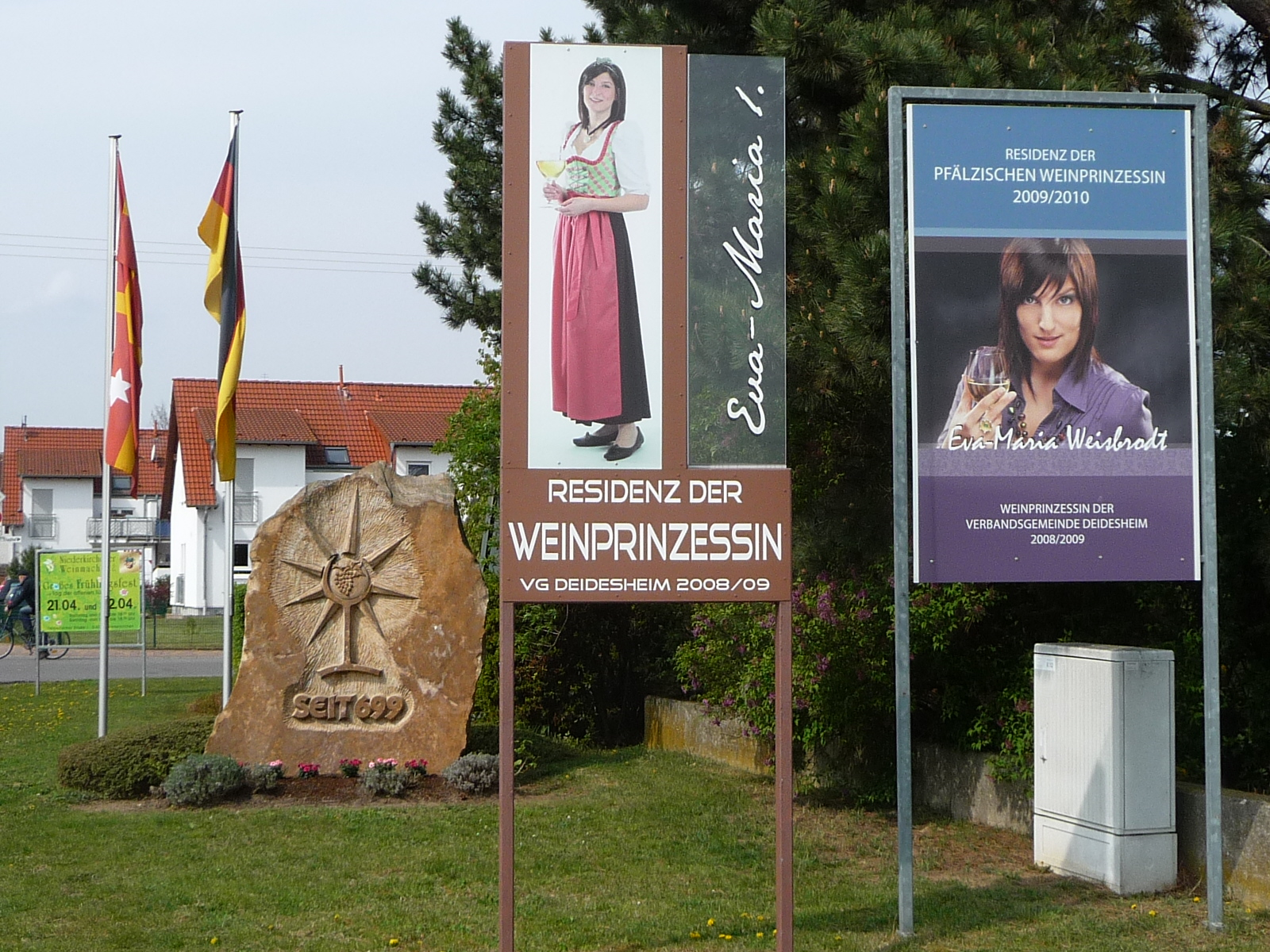
Ortseingang

### Bauwerke

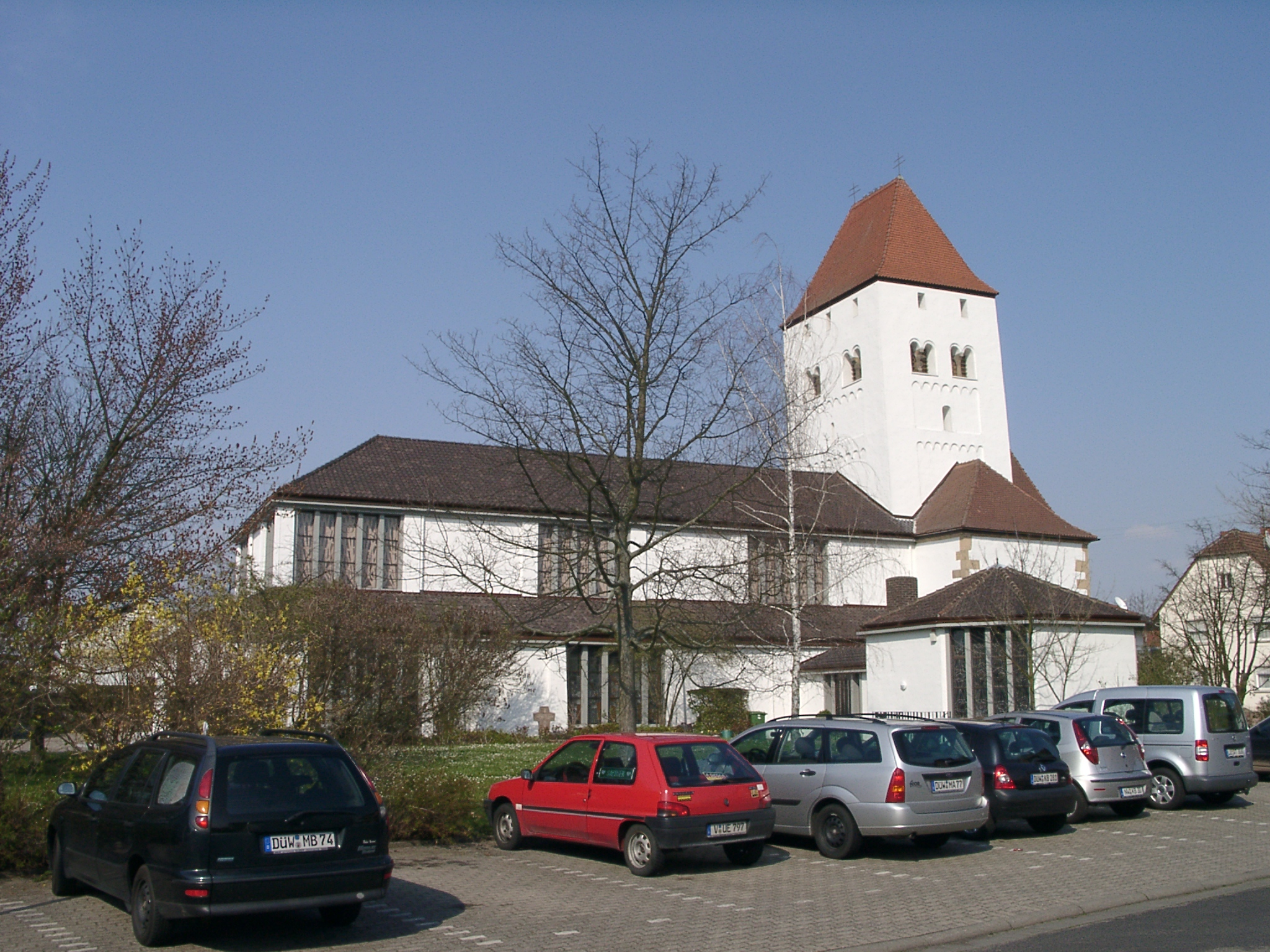
Pfarrkirche St. Martin

Die katholische Pfarrkirche St. Martin ist eines der ältesten christlichen Baudenkmäler der Pfalz. Die Kirche wurde 1235 erstmals urkundlich erwähnt, Baubefunde lassen jedoch darauf schließen, dass ihr markanter romanischer Vierungsturm aus der zweiten Hälfte des 11. Jahrhunderts stammt. Der Chor der Kirche stammt vermutlich aus der Zeit um 1300, das Langhaus wurde 1955/56 angebaut. Die „Vierung“ hatte ursprünglich die Funktion eines Chorraums; die romanische Kirche war also eine Chorturmanlage, ein weit verbreiteter Bautyp mittelalterlicher Landkirchen.
Als eine der wenigen erhaltenen Dorfkirchen aus dem 11. Jh. in der Pfalz und wegen ihrer unmittelbaren Nachbarschaft zur stilistisch ähnlichen Klosterkirche der Limburg bei Bad Dürkheim und zum Speyerer Dom ist die Niederkirchener Pfarrkirche von besonderer kunsthistorischer Bedeutung.
Siehe auch: Liste der Kulturdenkmäler in Niederkirchen bei Deidesheim

### Natur
Das Naturschutzgebiet Marlachwiesen befindet sich teilweise auf Gemarkung von Niederkirchen.

### Sport
Den größten Erfolg verzeichnete die Frauenfußballmannschaft des TuS Niederkirchen 1992/93 mit dem Gewinn der Deutschen Meisterschaft. 2008 machte diese sich mit der Gründung des 1. FFC 08 Niederkirchen selbständig.

### Regelmäßige Veranstaltungen
Am letzten Wochenende des Juni findet in Niederkirchen das Fest um den Wein statt, ein Weinfest, bei dem hiesige Weinbaubetriebe Ausschankstellen rund um den Dorfplatz betreiben.

## Wirtschaft und Infrastruktur

### Wirtschaft
Niederkirchen ist ein Winzerort und als solcher Teil des Weinanbaugebiets Pfalz. Vor Ort befinden sich die Einzellagen Klostergarten (160,45 ha) und Schloßberg (89,6 ha); beide sind Bestandteil der Großlage Deidesheimer Hofstück.

### Verkehr
Durch das Gemeindegebiet verlaufen die Landesstraßen 527 und 528. Niederkirchen liegt außerdem am Salier-Radweg sowie am Kraut-und-Rüben-Radweg.

### Bildung
Vor Ort existiert mit der Don-Bosco-Schule eine Grundschule.

## Persönlichkeiten

### Söhne und Töchter der Gemeinde
- Benno Zech (1928–2022), Politiker (CDU)

### Personen, die vor Ort gewirkt haben
- Stefanie Dums (1974–2020), Fußballspielerin, beim 1. FFC 08 Niederkirchen aktiv gewesen
- Caspar II. Lerch (≈1480–1548), Adeliger, erwarb vor Ort Ländereien
- Isabel Mackensen-Geis (* 1986), SPD-Politikerin und Bundestagsabgeordnete
- Alisa Weber, Pfälzische Weinprinzessin 2017/18
- Eva-Maria Weisbrodt, Pfälzische Weinprinzessin 2009/10
- Janet Weisbrodt, Steinbildhauerin, stammt aus dem Ort
- Susanne Winterling, Pfälzische Weinkönigin 2006/07, Deutsche Weinprinzessin 2007/08, stammt aus Niederkirchen